# 高安厚史
高安 厚史（たかやす あつし、1982年12月11日 - ）は、日本のラグビー選手。

## プロフィール
- 京都府出身。
- ポジションはスクラムハーフ(SH)。
- 身長 172cm、体重 78kg
- ニックネームはタキ[1]。
- ALL関東学院に選ばれたことがある[2]。

## 略歴
9歳からラグビーを始めた。
2001年、東山高校卒業後、関東学院大学に入る。
2005年、関東学院大学卒業後、三洋電機ワイルドナイツ（現・パナソニック ワイルドナイツ）に加入。同年10月15日に行われたジャパンラグビートップリーグ第5節の福岡サニックスブルース戦にて途中出場で公式戦初出場を果たす。
2016年、パナソニック ワイルドナイツを退団した。